# ضفدع مانتيلا ذو الأذن السوداء
مانتيلا سوداء الأذن (مانتيلا ميلوتيمبانوم) هي نوع من الضفادع من عائلة الضفادع السامة المدغشقرية. حيث ترتكز موائلها الطبيعية في مدغشقر.
تنتشر هذا النوع في المناطق الاستوائية أو شبه الاستوائية من الغابات المنخفضة أو المستنقعات.
الآن أصبحت هذه الضفادع عرضة للخطر نتيجة عدم حماية الموائل الطبيعية لها بسبب تدمير نتيجة التوجه نحو الزراعة المستدامة أو بناء المباني.
أيضاً توجه هذه الفصيلة الخطر بسبب تجارة الحيوانات الأليفة حيث يتم تجميعها والإتجار ها دولياً مما يشكل خطراً علي أعدادها.